# Rebecca Netzler
Rebecca Netzler (* 22. Juli 1995 in Östersund) ist eine schwedische Seglerin.

## Erfolge
Rebecca Netzler sicherte sich 2022 in der Klasse 49erFX mit Vilma Bobeck sowohl bei den Europameisterschaften in Aarhus als auch bei den Weltmeisterschaften in St. Margarets Bay die Silbermedaille, ihre ersten beiden Medaillengewinne. In Den Haag gelang ihnen bei den Weltmeisterschaften 2023 der Titelgewinn vor den Niederländerinnen Annette Duetz und Odile van Aanholt, von denen sie 2022 noch auf Rang zwei verwiesen worden waren. 2024 setzten sich van Aanholt und Duetz bei den Weltmeisterschaften in Lanzarote wiederum gegen Netzler und Bobeck durch, sodass die beiden Schwedinnen einmal mehr die Silbermedaille erhielten.
Bei den Olympischen Spielen 2024 in Paris gingen Netzler und Bobeck ebenfalls gemeinsam den Start. Sie gewannen drei der ersten zwölf Wettfahrten und gingen mit sechs Punkten Rückstand auf Annette Duetz und Odile van Aanholt und sieben Punkten Rückstand auf die Französinnen Sarah Steyaert und Charline Picon als Dritte ins abschließende Medal Race. Unter den dort startenden zehn Teams belegten sie den ersten Platz und rückten dadurch noch auf den zweiten Gesamtrang vor. Van Aanholt und Duetz wurden mit 74 Punkten Olympiasiegerinnen, vor Netzler und Bobeck mit 76 Punkten sowie den drittplatzierten Steyaert und Picon, die aufgrund ihres abschließenden sechsten Platzes auf 79 Gesamtpunkte kamen und auf Rang drei zurückfielen.